# Elecciones presidenciales de Somalilandia de 2024
Las elecciones presidenciales se celebraron en Somalilandia el 13 de noviembre de 2024, fueron las cuartas elecciones presidenciales directas desde 2003. El 24 de septiembre de 2022, la Comisión Nacional Electoral anunció que las elecciones presidenciales inicialmente previstas para el 13 de noviembre de 2022 se pospusieron para julio de 2023. La cámara alta del parlamento de Somalilandia, conocida como Guurti, votó el 1 de octubre de 2022 para posponer las elecciones dos años en lugar de los nueve meses recomendados anteriormente por la Comisión Electoral Nacional. Programar efectivamente las elecciones para noviembre de 2024.

## Sistema electoral
Según la constitución de Somalilandia, las elecciones presidenciales deben celebrarse cada 5 años. El presidente en funciones, Muse Bihi Abdi de Kulmiye, es elegible para buscar un segundo mandato en el cargo, ya que fue elegido por primera vez en 2017. Todavía tiene que decir si elegirá hacerlo. Los dos partidos de oposición de Waddani y UCID tampoco han anunciado sus respectivos candidatos a la presidencia.

## Candidatos
El actual presidente de Kulmiye, Muse Bihi Abdi, es elegible para postularse a un segundo mandato en el cargo, ya que fue elegido por primera vez en 2017. Fue confirmado como candidato de su partido durante la Convención del partido en Burao. Los dos partidos de la oposición de Waddani y el Partido de la Justicia y el Bienestar también han anunciado sus respectivos candidatos a la presidencia. Abdirahman Mohamed Irro volverá a ser el candidato del partido Waddani, después de haber sido también el candidato del partido en 2017. Faysal Ali Warabe se presentará como candidato de la UCID por cuarta vez consecutiva, lo que lo convierte en la única persona que ha sido candidato en todas las elecciones presidenciales directas celebradas en Somalilandia desde 2003.